# Axium
Axium – amerykański zespół muzyczny grający hard rock oraz post grunge istniejący w latach 1999-2006. Jego liderem był David Cook, zwycięzca VII sezonu programu American Idol. Członkowie pochodzili z Missouri, a brzmienie swoich utworów porównywali do muzyki Alice in Chains oraz Tantric.

## Dyskografia

### Albumy studyjne
- Matter of Time (2002)
- Blindsided (2003)
- Alive in Tulsa (2004)
- The Story Thus Far (2004)